# NGC 1808
NGC 1808 هي مجرة زايفرت تقع في كوكبة الحمامة. وهي تحتوي على المستعر الأعظم 1993af.

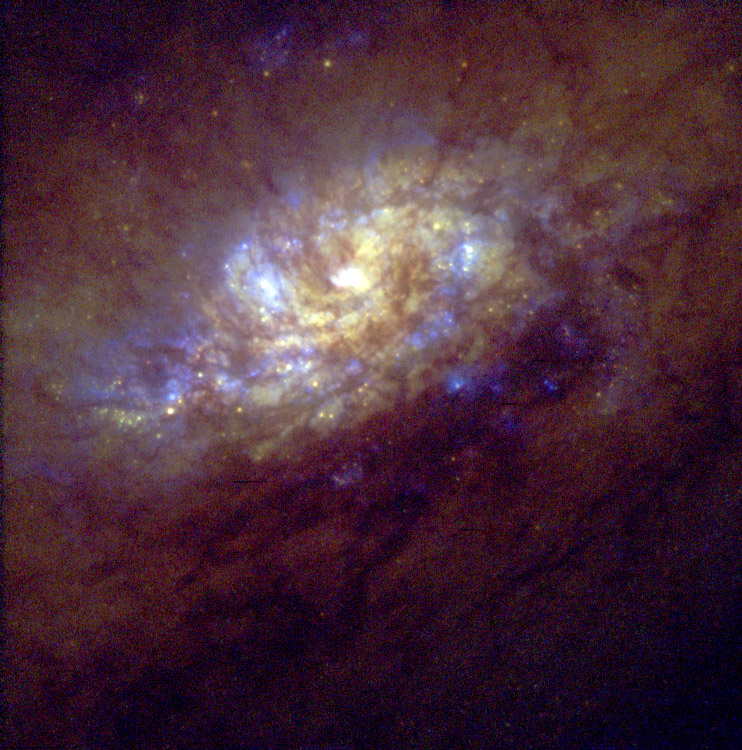
صورة من تلسكوب هابل الفضائي لمنتصف المجرة

## وصلات خارجية
- صور ووصف للمجرة على موقع تراث هابل.